# تانيا رافيشاندران
تانيا رافيشاندران، المعروفة في الأصل باسم أبيرامي سريرام، هي ممثلة هندية ظهرت بشكل أساسي في أفلام السينما باللغة التاميلية. لعبت أدوارًا بارزة في عدة أفلام مثل "Nenjukku Needhi" (2022)، و"Ball Vellaiyathevaa" (2016)، و"Brindavanam" (2017)، و"Karuppan" (2017).